# Gouvernement Wolhynien

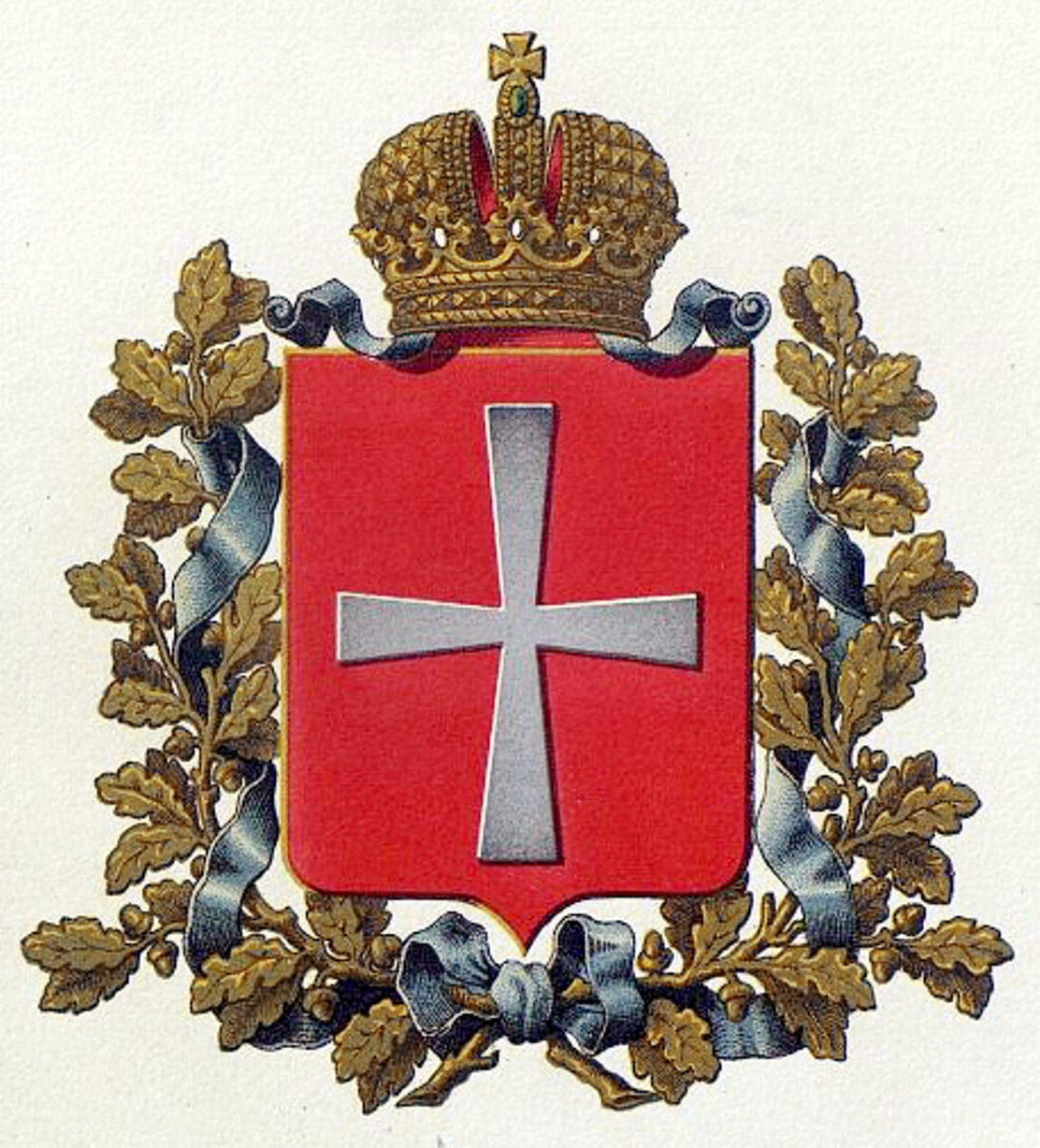
Wappen des Gouvernements

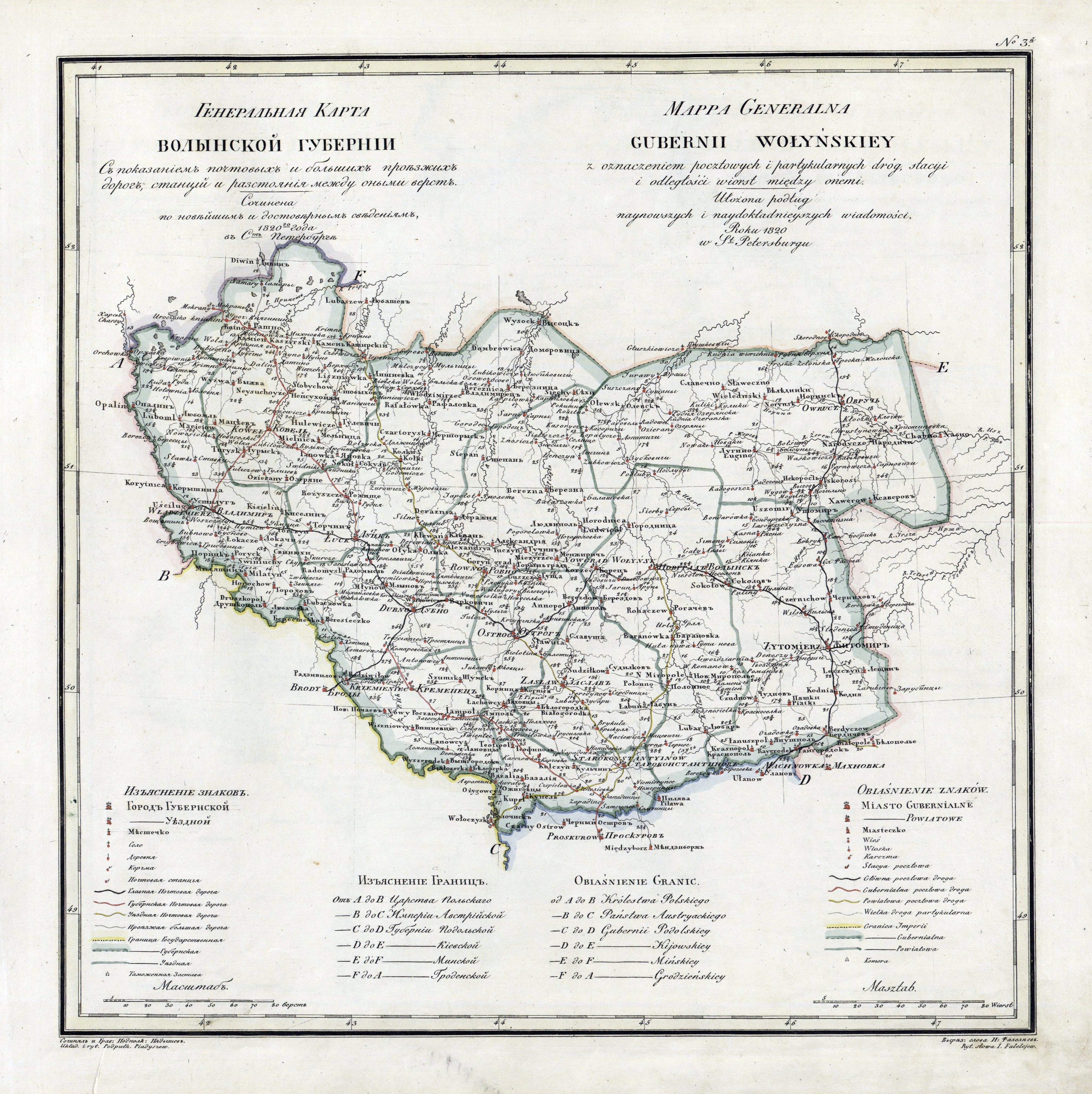
Karte aus dem Jahr 1821, Russisch-Polnisch

Das Gouvernement Wolhynien (russisch Волынская губерния/Wolynskaja gubernija) lag im südwestlichen Teil des Russischen Reiches und grenzte an die Gouvernements Grodno, Minsk, Kiew, Podolien, bis 1912 an die russisch-polnischen Gouvernements Lublin und Sjedlez, danach an das neugebildete Gouvernement Cholm sowie an das zu Österreich gehörende Galizien. Es umfasste 71.853 km². Hauptstadt war Schitomir (ukr. Schytomyr). Das Gouvernement zerfiel in zwölf Kreise:
- Dubno
- Isjaslaw
- Kowel
- Kremenez
- Luzk
- Nowgorod-Wolynsk (ukr. Nowohrad-Wolynskyj)
- Ostrog (ukr. Ostroh)
- Owrutsch
- Rowno (ukr. Riwne)
- Schitomir
- Starokonstantinow (ukr. Starokostjantyniw)
- Wladimir-Wolynski (ukr. Wolodymyr-Wolynskyj)

## Geschichte
Zur älteren Geschichte siehe: Wolhynien, Halytsch-Wolhynien
Bei der zweiten und dritten Teilung Polens kam das Gebiet an Russland. 1793–1795 gab es ein Gouvernement Isjaslaw, das bei der zweiten Teilung angefallene Gebiete umfasste. Dies wurde mit der dritten Teilung erweitert und das Gouvernement in nachmaliger Form aus Gebieten der ehemals polnischen Woiwodschaften Wolhynien und Kiew gebildet. 1795–1804 war die Hauptstadt Nowgorod-Wolinski. Es unterstand gemeinsam mit der übrigen westlichen Ukraine dem Generalgouverneur von Kiew.
Nach dem Ersten Weltkrieg wurde es nach einigen Wechselfällen im Bürgerkrieg geteilt: der westliche Teil um Luzk und Rowno kam an Polen, wo eine neue Woiwodschaft Wolhynien gebildet wurde, der östliche Teil fiel an die Ukrainische SSR.

## Statistik
Die Bevölkerung betrug 1897 2.989.482 Einwohner (41,7 auf 1 km²).
Es gab 2.095.579 Ukrainer, 104.889 Russen, 394.774 Juden, 184.161 Polen, 171.331 Deutsche sowie 27.670 Tschechen. Dem Bekenntnis nach waren 71 % orthodox, 13,2 % jüdisch, 9,9 % römisch-katholisch, 5,8 % lutherisch.
Vom Areal entfielen 37 % auf Äcker, 32 % auf Wald, 18,2 % auf Wiese und Weide, 12,3 % auf Ödland. Haupterwerbsquellen waren Ackerbau, besonders im Süden, Viehzucht, Waldkultur im Norden (mit Gewinn an Bauholz, Pech und Teer), Fischerei, Jagd und Obstbau. Die Ernte lieferte in Tonnen: Weizen 303.728, Roggen 564.861, Gerste 133.889, Buchweizen 70.897, Hirse 38.802, Hafer 341.694, Kartoffeln 968.322, außerdem Zuckerrüben mit 368.302 Tonnen und Tabak. Der Viehstand bezifferte sich 1904 auf 700.000 Pferde, 1.132.000 Stück Rindvieh, 820.000 grob- und 115.000 feinwollige Schafe, 1.010.000 Schweine, 10.000 Ziegen.
Die Industrie stand noch auf einer niedrigen Stufe. Man zählte 1900: 1827 gewerbliche Betriebe mit 19.511 Arbeitern, darunter 16 Zuckerfabriken. Danach folgten Getreidemühlen, Branntweinbrennereien, Holzsägereien. An Mineralien wurden abgebaut: Porzellanerde, Töpferton, Granit, Graphit und gelber Bernstein aus der Nähe von Dubno. Der Handel vertrieb besonders Getreide und Holzwaren ins Ausland. Die wichtigsten Handelsplätze waren Dubno, Schitomir, Ostrog und Radsiwilow (ukrainisch Radywyliw).